# دين كلارك (لاعب دوري الرغبي)
دين كلارك (بالإنجليزية: Dean Clark)‏ هو لاعب دوري الرغبي نيوزيلندي، ولد في 6 يناير 1968 في نيوزيلندا.